# Vasile Nicolescu
Vasile Nicolescu (n. 1 noiembrie 1929, Podenii Vechi, jud. Prahova – d. 31 mai 1990, București) a fost un poet, eseist și traducător român.

## Biografie
S-a născut în 1929 ca fiu al agricultorului și factorului poștal Ioan I. Nicolescu și al soției sale, Florica (n. Mihăilescu). A urmat studii la liceul „Spiru Haret” din Ploiești (absolvite în 1949) și la Facultatea de Filosofie a Universității din București (absolvite în 1953). A obținut licența abia în 1961. A obținut ulterior o bursă de specializare editorială la Paris (1966-1967) și a urmat un stagiu de cercetare la Universitatea din Poitiers și la Institutul de studii franceze din La Rochelle (1968).
După absolvirea facultății a lucrat ca lector la Direcția Generală a Presei și Tipăriturilor (1953-1961), redactor responsabil al secției de poezie, critică, istorie literară și teatru la Editura pentru Literatură (1961-1968); director al Editurii pentru Literatură Universală (1968-1969), redactor la Cahiers roumains d’études littéraires, apoi director al Direcției literaturii și publicațiilor literare din Consiliul Culturii și Educației Socialiste (1969-1983). S-a pensionat în 1983 pe motiv de boală.
Funcțiile deținute i-au oferit puterea de a cenzura publicarea unor cărți, care nu se încadrau în ideologia culturală a regimului comunist.
Vasile Nicolescu a fost considerat de contemporani un om duplicitar și aservit regimului comunist, care a susținut protocronismul și i-a criticat pe cei care încercau să demonstreze incompatibilitatea dintre comunism și cultură. L-a acuzat pe poetul Ștefan Augustin Doinaș cu prilejul Colocviului Național de Poezie de la Iași (18-20 octombrie 1978) că a trecut deliberat sub tăcere „libertatea reală a poeziei noastre, [...] lărgirea orizontului filosofic, [...] profunzimile și adevărurile poeziei de azi, expresie a adevărurilor lumii noastre” și că susținea aceleași teze antipatriotice precum Monica Lovinescu și Virgil Ierunca, învinuindu-l indirect de cosmopolitism și de trădare de țară pentru că respingea tendințele protocroniste și patriotarde din cultura română. Scena este istorisită pe 10 august 1979 de Monica Lovinescu astfel: „Cert este că, la Colocviul de Poezie de la Iași de anul trecut, Vasile Nicolescu a acuzat pe Ștefan Augustin Doinaș de a susține aceleași teze împotriva poeziei patriotarde ca un domn și o doamnă de la «Europa Liberă»”. Atitudinea protocronistă și duplicitară a lui Vasile Nicolescu a fost criticată în emisiunea postului de radio Europa Liberă din 13 ianuarie 1981.
Au existat și opinii diferite cu privire la activitatea lui Vasile Nicolescu. Traducătoarea Antoaneta Ralian îl considera un om „sensibil, cultivat, manierat”, care ar fi „apărat mulți scriitori de biciul cenzurii și al urmăririi politice”.

## Activitatea literară
Vasile Nicolescu face parte din aceeași generația poetică cu Alexandru Andrițoiu, Ion Horea, Ion Brad, Aurel Gurghianu și Aurel Rău. A debutat ca poet în anul 1946, publicând versuri în ziarul Națiunea, condus de George Călinescu, apoi în revistele Contemporanul, România literară, Luceafărul, Secolul 20 etc. Poezia lui Vasile Nicolescu exprimă sentimente esențiale în forme intelectualizate, considera criticul Emil Manu.
Volumul său de debut, Liturghii negre (1946), conține poeme de atmosferă bacoviană care, în opinia lui Eugen Simion, „evocă „poeții descompuși de suferință”, delirul stihiilor, plînsul clopotelor și clavirul”. Poeziile din volumele de tinerețe Enescu. Suită lirică (1958), Poeme (1963) și Parabola focului (1967) sunt o sărbătoare a focului, o expresie unui temperament romantic, care cutreieră spațiul și timpul în căutarea înțelesurilor universale. Poetul este călăuzit de virtuțile umanistice ale miturilor, redând dramatismul interior în zborul renascentist către absolut. Volumele Secțiunea de aur (1973), Lumea diafană (1977) și Întâlnire în oglindă (1978) marchează o maturizare stilistică a poetului, interesat de obținerea unei perfecțiuni formale. Ultimele volume (O grădină pentru Orfeu, 1982; Semnătura fulgerului, 1983; Fugato, 1987) se caracterizează printr-o estetizare a materialului poetic, ce se realizează potrivit criticului Dumitru Micu „prin fuzionarea modurilor clasic și romantic sub semnul barocului”.
În afară de activitatea poetică, Vasile Nicolescu s-a remarcat ca un comentator avizat al operei unor artiști plastici universali precum Joseph Mallord William Turner, Claude Monet, John Constable, James Abbott McNeill Whistler, Caravaggio sau Johannes Vermeer. A mai alcătuit două antologii tematice de poezie: Din lirica mării (1964) și Cântecul iubirii (1966) și a publicat volumul de eseuri Starea lirică (1975) despre scriitori români și străini. De asemenea, a tradus din scrierile lui Robert Desnos (1969), Henri Michaux (1970), Max Jacob (1974), Ezra Pound (1975), Ted Hughes (1977), Sylvia Plath (1980). Traducerea volumului Din cântecele lui Kra de Ted Hughes a fost realizată într-o formă brută de Antoaneta Ralian, iar poetul Vasile Nicolescu i-a imprimat ritmul și forma poetică; această colaborare i-a facilitat Antoanetei Ralian o excursie de două săptămâni în Anglia. Traducerile realizate de Vasile Nicolescu din poezia franceză contemporană nu urmăresc reproducerea textului original, ci redarea esenței poetice a ideilor.

## Premii și distincții
Vasile Nicolescu a obținut Premiul Uniunii Scriitorilor (1970, 1971), Premiul Asociației Scriitorilor din București (1978) și Premiul Academiei Române (1985).
A fost distins cu Ordinul Meritul Cultural clasa a IV-a (1971) „pentru merite deosebite în opera de construire a socialismului, cu prilejul aniversării a 50 de ani de la constituirea Partidului Comunist Român”.

## Scrieri
- Liturghii negre, versuri, Ploiești, 1946;
- Enescu. Suită lirică, ESPLA, București, 1958;
- Poeme, Editura pentru Literatură, București, 1963;
- Parabola focului, versuri, Editura pentru Literatură, București, 1967;
- Clopotul nins, versuri, Editura Eminescu, București, 1971;
- Secțiunea de aur - Nopțile albionului, versuri, Editura Eminescu, București, 1973;
- Turner, album de artă, București, 1974 (ed. a II-a, 1976; ed. a III-a, 1979);
- Poeme, pref. de P. Georgescu, Colecția Cele mai frumoase poezii, Editura Albatros, București, 1974;
- Starea lirică, vol. I-II, Editura Eminescu, București, 1975-1984;
- Transfigurare – Remise en ręve, Editura Eminescu, București, 1976 (traducere în franceză de Sorina Bercescu);
- Monet, album de artă, București, 1976;
- Lumea diafană, versuri, Editura Eminescu, București, 1977;
- Constable, album de artă, Editura Meridiane, București, 1977;
- Întâlnire în oglindă, versuri, Editura Eminescu, București, 1978;
- Salonul olandez, versuri, Editura Cartea Românească, București, 1979;
- Whistler, album de artă, Editura Meridiane, București, 1981;
- Corabia de sunete, versuri, Colecția „Poeți români contemporani”, Editura Eminescu, București, 1981;
- O grădină pentru Orfeu, versuri, Editura Eminescu, București, 1982;
- Semnătura fulgerului, versuri, Editura Eminescu, București, 1983;
- Caravaggio, București, 1983;
- Vermeer din Delft, București, 1985;
- Magnolii și fum, pref. de Eugen Simion, Editura Minerva, București, 1986;
- Fugato, versuri, Editura Eminescu, București, 1987.

## Traduceri
- Robert Desnos, Noaptea nopților fară iubire, București, 1969 (în colab. cu T. Gheorghiu);
- Henri Michaux, Spațiul dinlăuntru, București, 1970;
- Max Jacob, Cornetul de zaruri, București, 1974;
- Ted Hughes, Din cântecele lui Kra, București, 1977;
- Antologia poeziei americane, în colab., București, 1979;
- Sylvia Plath, Ariel și alte poeme, București, 1980;
- Lirică universală, București, 1996.